# A Diamond in the Mind: Live 2011
A A Diamond in the Mind: Live 2011 egy koncertfilm és koncertalbum a brit Duran Durantól. A manchesteri Manchester Arénában voltak az album felvételei 2011. december 16-án az All You Need Is Now Tour turné közben. 2012 júliusában jelent meg Blu-rayen, DVD-n, CD-n és LP-n.

## DVD
1. Return To Now (Intro)
2. Before the Rain
3. Planet Earth
4. A View to a Kill
5. All You Need Is Now
6. Blame the Machines
7. Safe (In the Heat of the Moment)
8. The Reflex
9. The Man Who Stole A Leopard
10. Girl Panic!
11. White Lines (Don't Do It)
12. Careless Memories
13. Ordinary World
14. Notorious
15. Hungry Like the Wolf
16. (Reach Up for The) Sunrise
17. The Wild Boys/Relax
18. Rio
19. A Diamond in the Mind (credits)

Extrák
1. Duran Duran 2011 (dokumentumfilm)
2. Come Undone
3. Is There Something I Should Know?

## Album
1. Before the Rain
2. Planet Earth
3. A View to a Kill
4. All You Need Is Now
5. Come Undone
6. Blame the Machines
7. The Reflex
8. Girl Panic!
9. Is There Something I Should Know?
10. Ordinary World
11. Notorious
12. Hungry Like the Wolf
13. (Reach Up for The) Sunrise
14. The Wild Boys/Relax
15. Rio

## Előadók
Az AllMusic adatai alapján.

### Duran Duran
- Simon Le Bon – ének
- John Taylor – basszusgitár, háttérének
- Nick Rhodes – billentyűk, háttérének
- Roger Taylor – dobok

### További énekesek
- Dom Brown – gitár, háttérének
- Simon Willescroft – szaxofon, keyboards
- Anna Ross – háttérének, duett vokál (Safe (In the Heat of the Moment), The Man Who Stole A Leopard and Come Undone)
- Dawne Adams – ütőhangszerek

## Kiadások
A Discogs adatai alapján.
| Régió                      | Év   | Formátum | Kiadó         |
| -------------------------- | ---- | -------- | ------------- |
| Egyesült Királyság, Európa | 2012 | Blu-Ray  | Eagle Vision  |
| Európa                     | 2012 | CD, LP   | Eagle Records |
| Japán                      | 2012 | CD, LP   | Ward Records  |